# スペースビースト
- ウルトラマンネクサス > スペースビースト
- ウルトラ怪獣一覧 > スペースビースト

スペースビースト（SPACE BEAST）とは、特撮テレビドラマテレビドラマ『ウルトラマンネクサス』に登場する架空の生物。劇中では異生獣、設定上はΧ獣（）とも呼ぶ。
特記のない限り、身長・体重は公式ホームページに基づく。

## 概要

### 設定
宇宙から飛来したと言われる謎の生物群。「情報を得ることで急激に成長する」、「知的生命体の恐怖を餌に成長する」という特徴を有し、他の生物を取り込む（捕食する）ことによって成長・増殖する。その性質上、劇中では主に人間を捕食対象としていた。各個体は体内器官からビースト振動波と呼ばれる波動を発して情報を共有しており、外敵からの攻撃に対して効率的な進化を遂げることが可能である。また、闇の巨人ダークザギやその尖兵ダークファウスト、ダークメフィストはスペースビーストを使役する能力を有しており、彼らはダークフィールドと呼ばれる空間を展開することにより、ビーストの能力を強化できる。
その正体は、かつてM80さそり座球状星団から飛来した来訪者の星を滅ぼす要因となった宇宙生物であり、高度な知性を持った生命体に生じる恐怖がビースト振動波 = χ（カイ）ニュートリノと結合することによって発生するΧ獣である。
ビーストの攻撃で危機に瀕した来訪者の星は、宇宙の彼方から飛来した光の巨人（ウルトラマンノア）によって一度は救われたものの、来訪者が光の巨人を基に生みだした対ビースト用最終兵器ウルティノイド・ザギ（ダークザギ）が暴走してビーストを進化・増殖させたことにより、再び滅亡の危機に陥ってしまう。やむなく来訪者は超新星爆発によって星もろともビーストとザギの殲滅を試みたが、ビーストはザギの手によって光量子情報体=「χニュートリノ」に変換されて生き延びており、やがて爆発光と共に地球へ到達した。
『ULTRAMAN』に登場するビースト・ザ・ワンが、地球でのビースト第1号である。ザ・ワンはウルトラマン・ザ・ネクストに敗れるが、その飛び散った細胞が地球上の動植物やエレメントを取り込んで成長したものが、『ウルトラマンネクサス』に登場するビーストである。
人類と来訪者はこの脅威に対抗すべく、地球解放機構TLTを設立した。TLTがビーストを殲滅すると同時にその存在を隠蔽していたのは、一般大衆がビーストの存在を認識して恐怖を抱けば、ビーストの出現ポテンシャルが上昇し、大量発生に繋がってしまうからである。TLT構成員の水原沙羅は、大量発生が起これば「ビーストによる終焉」や「地球の滅亡」が訪れると評している。
当初は来訪者が発生させたポテンシャルバリアによって人口の多い都市部へのビースト侵入は抑止されていたが、物語の終盤ではアンノウンハンド（ダークザギ）の力によってメガフラシ、ガルベロス、イズマエルが青葉ニュータウンに出現してしまう。さらに、Final Episodeでは人間から恐怖（ビーストの記憶）を吸収するレーテが失われたため、ダークザギが倒された1年後もビーストの出現は続いているが、強化されたTLTによって殲滅が続けられている。一方、M78世界において「ギャラクシークライシス」が発生した後には、後述のように作中世界とは別の並行世界でも時折ビーストが出現している。

### 制作関連
デザインは酉澤安施が担当。
前作『ウルトラマンコスモス』や従来の「ウルトラシリーズ」に散見された一部のウルトラ怪獣とは対照的に、すべてが相互理解不可能な倒すべき対象であり、どの種類もグロテスクで醜悪な怪物としてデザインと悪役キャラクター性が強調されている。また映画『ULTRAMAN』のビースト・ザ・ワンとの共通性が意識されている。
予算の制約から着ぐるみは過去のシリーズに登場した怪獣を改造した物が多い。また、放送短縮によって日の目を見なかった未登場のビーストも存在する。
人間と共存が不可能な異なる生き物という意味から、怪獣ではなく異生獣という名称になった。

## ペドレオン
Episode.01「夜襲 -ナイトレイド-」からEpisode.04「亜空間 -メタフィールド-」、Episode.12「別離 -ロスト・ソウル-」、Final Episode「絆 -ネクサス-」に登場。
エタノールと人間を主食としているビースト。軟体・不定形動物を合成したような姿をしており、体内の95%が水分で形成されている。エタノールを求め、ビール工場やガソリンスタンドなどに出現した。
ペドレオンは形態から以下の3パターンに分類される。
クライン
ガソリンスタンドや工場の配管などに潜んでおり、その時はゲル状の分体になっている。人間を見つけると肉体を形成し、一対の触手で口に引きずり込んで捕食する。完全に肉体を形成せずとも口と触手の部分だけでも形成できれば捕食可能である。自己進化能力によって一度受けた攻撃パターンを伝達し、防衛本能を進化することが可能であり、Episode.02の時点ではディバイトシューターに怯んでいたが、Episode.03では自己進化能力を身に着けたことで通用していなかった。
フリーゲン
グロースが可燃性ガスを背中から煙幕のように噴射して変化した円盤状の飛翔体。頭部と尾部の触角状の触手から火球やゲル状の液体を放つことが可能。
- 公式サイトや関連書籍ではグロースが変身した個体の体長、体重しか記載されていないが、劇中ではクラインが変身した小型の個体も登場している。

グロース
複数のクラインが集結・合体し、巨大化した最終形態。クラインと形は似ているがネクサスに格闘戦を挑めるほどのサイズに巨大化し、頭部の触手から起爆性の高い体液を発火させた火球を放ったり、両腕先端の複数の鞭状触手から電撃を発する能力、背中から可燃性ガスを噴射する能力、口部を発光させて衝撃波を放つ能力を得た。作業員を腹部の触手で捕らえて盾に取りナイトレイダーからの攻撃を阻止するなど、過去に得た情報を元に進化している。この形態でもフリーゲン体やゲル状の形態になることも可能。
Episode.01ではクラインのみ登場。複数の個体がディバイトランチャーで掃討されている。フォートレスフリーダム付近の山中でバスを襲撃していた個体は、孤門を捕食しようと襲いかかるが、突如現れたウルトラマンネクサス アンファンスのパンチで叩き潰された。
Episode.02では大量発生した個体が登山中の若者を捕食したが、やはりナイトレイダーに殲滅された。その後、複数のクラインが融合、グロースとなって工場を襲った。作業員を捕獲、さらに作業員を人質にしてナイトレイダーの攻撃を防ぐという知性的な行動を見せる。殲滅を優先した吉良沢参謀の指示によってナイトレイダーは人質ごと殲滅することを強いられるが、出現したアンファンスのセービングビュートで人質を奪還され、そのまま交戦する。続くEpisode.03ではネクサスに対して触手で攻撃を試みるも、そのすべてを回避されたため、ネクサスが掴み掛かってきた際に可燃性ガスを浴びせ、その隙にフリーゲンとなって逃亡した。都市部へ到着する直前にはネクサスのフェーズシフトウェーブに捕捉されてメタフィールドに姿を消したが、その後の戦闘の様子は描写されていない（だが、さらに続くEpisode.04で変身を解除した姫矢は「完全には倒しきれなかった」と発言している）。その後は再び大量のクラインが登場。孤門、凪、姫矢を包囲殲滅しようと試みたが、姫矢のブラストショットにより撃退されたが、終盤では生き残った個体がトンネル内で融合してグロースとなり、続くEpisode.04の冒頭では若者たちを車ごと捕食するという暴挙を見せた。その後、生き残った全個体をトンネル内に集結・融合させ、両サイドから同時攻撃を仕掛けて殲滅する作戦が実行されるが、融合したペドレオンは自己進化能力によって強化されており、逆に火球攻撃でクロムチェスターβ、γを撃墜し、街の防衛を託されたαにも襲い掛かるが、ジュネッスによってメタフィールドへ送り込まれて交戦する。口部からの衝撃波でネクサスを吹き飛ばしてからは触手による殴打や放電で優位に立つが、ネクサスハリケーンで地面に埋め込まれ、身動きが取れなくなった隙にオーバーレイ・シュトロームを撃ち込まれ、完全に消滅した。
Episode.12ではビーストの細胞に寄生された孤門の幻覚の中に現れ、彼を錯乱させた。
Final Episodeではダークザギが倒されてから1年後に新宿にフリーゲン体のペドレオンの大群が出現したが、ナイトレイダーによって掃討されている。なお、このペドレオンはEpisode.01からEpisode.04に現れた個体とは体色が異なり銀色の個体である。
- スーツアクター：永田朋裕
- デザインを担当した酉澤は、脚本の長谷川圭一からの『ウルトラマンティガ』のマグニアを四足歩行にしたイメージ」という案を受けて『ウルトラQ』のゴーガをオマージュしたナメクジ系の怪獣を発想し、最終的にウミウシをモチーフに纏めた[6]。
- グロースの着ぐるみは当初の案通り四足歩行での制作が検討されていたが、激しいアクションを見せたいという特技監督の菊地雄一の要望により二足歩行に修正された[6]。
- クラインも着ぐるみの制作が検討されていたが、監督の小中和哉の提案によりCGでの描写となった[6]。
- グロースの着ぐるみは『ウルトラマンメビウス』のクロノームに改造された[12]。
- 椎名高志の漫画版でも第1話、第10話で登場した。

### その他の作品に登場するペドレオン
- ウルトラマンスタジアムで行われたショー「蠢く闇の渦 煌く光の絆」ではバグバズンと共にゾフィー、初代ウルトラマン、セブンを苦戦させるが、助けに現れたネクサス（アンファンス）に敗れる。
- テレビアニメ『SSSS.GRIDMAN』第2話では、新条アカネの部屋の棚にペドレオンのフィギュアが飾られている[13][14]。

## ビーセクタ
Episode.05「適能者 -デュナミスト-」に登場。
不吉の予兆として姫矢准の悪夢の中に出てくる小型のスペースビースト。大量発生したイナゴのように群れで2枚の羽で空を飛び回っている。
- ミニチュアは『ウルトラマンガイア』に登場したドビシの改造[6]。
- 当初のプロットではイナゴ（ビーセクタ）の大群が進化してバグバズンになるというものであった[6]。後にメガフラシに操られて再登場する案も存在した[6]。
- ゲーム版ではネクサスモードおよびナイトレイダーモードに登場。前者ではビーストを捜索するデュナミストの前に現れるザコキャラ的な存在であり、ブラストショットで撃退できる。後者ではシークレットミッションの標的として多数出現、ペドレオンのクライン、フリーゲンと共に孤門隊員を襲撃する。
- 書籍『円谷プロ全怪獣図鑑』では、実在するスペースビーストかどうかは不明としている[10]。

## バグバズン
Episode.05「適能者 -デュナミスト-」、Episode.07「魔人 -ファウスト-」、Episode.08「M・P -メモリーポリス-」に登場。
甲虫にビーストが取り付き生まれた体表が硬質で強固なタイプのスペースビースト。尾部の部分にも顎を持つ。両腕の鉤爪はネクサスの皮膚をも傷つける鋭さを持ち、牙の手入れや地中を掘り進むためにも使われる。土中にいる時は音で獲物の存在を感知して人間を捕まえる。また、地上に出れば背中の展開させた巨大な羽で空を飛び車を襲うなどかなり活動的。金属は喰わず、人間を捕食した後に自動車やスプレー缶を吐き出す。劇中では両手の鉤爪を使って歯の掃除をする場面もある。寒さに弱い。
Episode.05で初登場。当初は飛行しながら自動車を襲う。その捕食行為を目の当たりにした姫矢が変身したネクサス（アンファンス）と交戦。尾部の触角状の触手を使った不意討ちなどで攻撃するも圧倒されてしまう。しかし、現地に到着したナイトレイダーが吉良沢参謀の指示でネクサスへの攻撃を開始したため形勢逆転。クロムチェスターαの攻撃で倒れたネクサスの脚に爪を突き刺し、深手を負わすことに成功する。直後、クロムチェスターβ、γの攻撃に怯み、飛んで逃げようとしたところをクロスレイ・シュトロームで羽を傷つけられて落下、地中に逃げ込んだ。
Episode.07～Episode.08では前回の戦いで羽を傷つけられたため、廃工場に潜伏して地中から舌を使い、人間を捕食していた。ナイトレイダーが出動するが、ダークファウストが発生させたダークフィールドによって通信や索敵を妨害されたことにより、苦戦を強いられる。孤門が冷却弾で舌を凍結させるも、地上へ姿を現して孤門と凪、廃工場に迷い込んでいた杉山理奈を追い詰めた。最後は和倉、平木、石堀が発射した冷却弾で体表が脆くなったところに、凪がディバイトランチャーから発射した強化装甲弾を受けて爆死した。
- スーツアクター：横尾和則[17]
- デザインは頭部がカブトムシの幼虫、尾部がイナゴをモチーフとしている[6]。初期案ではシロアリ、ゴキブリ、クワガタムシなどもモチーフとして検討されていた[6]。
- 着ぐるみは『ウルトラマンネオス』に登場したシルドバンの改造[6]。
- 椎名高志の漫画版では第2話で登場し、孤門と凪を苦しめるが、助けに来た和倉のディバイトランチャーで一撃死した。
- ウルトラマンスタジアムで行われたショー「蠢く闇の渦 煌く光の絆」ではペドレオンと共にゾフィー、初代ウルトラマン、セブンを苦戦させたが助けに現れたネクサス（アンファンス）に敗れる。

## ガルベロス
Episode.06「遺跡 -レリック-」、Episode.17「闇 -ダークネス-」、Episode.18「黙示録 -アポカリプス-」、Episode.35「反乱 -リボルト-」に登場。
ギリシャ神話の地獄の番犬ケルベロスを思わせる3つの頭部を持ったスペースビースト。胸に目のないイルカに似た頭部が、両肩の部分に分裂したような犬に酷似した隻眼の頭部がある。3つの頭部の口から誘導能力をもつ超高熱火炎弾を吐く。長い尾を使った攻撃や地面に届くほど長い腕による殴打、蹴りも得意としている。催眠波動で死んだ人間を操って人を襲わせたり、幻覚を見せたりする獰猛な性質を持つ。また何度でも甦る不死身の生命力を持つ。
Episode.06では姫矢の回想シーンに登場。幻想世界において姫矢がデュナミストになった途端、突然出現した。メタフィールドに取り込まれた後も初陣のネクサスを苦戦させるが、コアインパルスにより倒された。
Episode.17・18では溝呂木により操られて登場、溝呂木はEpisode.06の個体が蘇生したものと語っており、前回の戦闘経緯を把握していた。また、姫矢もガルベロスの名を知っていた。Episode.17ではビーストヒューマンを鎮圧した直後のナイトレイダーと交戦、幻影と火炎弾で翻弄するが、出現したネクサスによってメタフィールドへ送られる。フィールド内では孤門に幻覚を見せてネクサスを誤射させたり、その隙に左腕に噛みつくなどして善戦する。孤門の再攻撃でスパイダーミサイルの直撃を受け、怯んだ隙にクロスレイ・シュトロームでとどめを刺されそうになるが、戦いを監視していたダークメフィストが光線を防ぎ、共にフィールドから姿を消した。Episode.18ではダークフィールド内で溝呂木によって召喚された。左腕の傷が癒えていないネクサスに対して善戦するが、凪の銃撃を受けた溝呂木が撤退すると同時に、孤門と和倉の援護を受けたネクサスに圧倒され、オーバーレイ・シュトロームで倒された。
Episode.35では目に瞳がなく、再生能力も失われた別個体が青葉ニュータウンに登場。フェーズシフトウェーブを放とうとしたジュネッスブルーに火炎弾を放ってメタフィールドの展開を妨害したうえ、メガフラシとタッグを組んでジュネッスブルーを挟撃した。しかし、ハイパーストライクチェスターの攻撃でメガフラシが分断・撃破され、再起したジュネッスブルーの格闘攻撃に圧倒される。最後は突撃してきたジュネッスブルーを火炎弾で迎撃しようとするも、その背後で分離したクロムチェスター全機の一斉射撃を受け、怯んだ隙にシュトロームソードで斬り倒された。死体はアンノウンハンドの闇の中に取り込まれ、イズマエルとなった。
- スーツアクター：田辺信彦（Episode.06）、相馬絢也（Episode.17、18、35）
- 強い生命力を持つ理由は、『ULTRAMAN』においてウルトラマン・ザ・ネクストに倒されたビースト・ザ・ワンの残留細胞の比率の高さのせいだと言われている[2]。またデザイナーはザ・ワンの核となる細胞が犬にとりついたものだと説明している[6]。書籍でも格上の存在（上級ビースト）と言及されている[出典 5]。
- デザインは『ULTRAMAN』の前身となった企画『イエローアイズ』で描かれたケルベロスタイプモンスター（三つ首のドーベルマン）をアレンジしたもの[6]。三つ首のデザインはイヌの顔が二つに割れ脊髄が伸びたという想定によるもの[6]。当初は腕（前脚）がないデザインも描かれたが、アクションに主眼が置かれ腕のあるものが決定稿となった[6]。
- Episode.35に登場したガルベロスは着ぐるみに修正が加えられている[20]。初代に比べてデザイン画に近い姿（中央の頭が前に伸びており、左右の目が白濁している）をしている。また、腕が若干短くなっている。
- 椎名高志の漫画版では第5話で登場し、ネクサスの左腕に噛みつき苦戦させるが、パーティクル・フェザーの一撃で倒される。

### 『ウルトラギャラクシー大怪獣バトル NEVER ENDING ODYSSEY』に登場するガルベロス
「ウルトラギャラクシー大怪獣バトル NEVER ENDING ODYSSEY」第3話「大暴走!レイオニックバースト」に登場。
ナックル星人（RB）に操られる。『ネクサス』同様に幻影を見せる能力を持っており、相手の怪獣を幻影で翻弄して追い詰めた後、自身の火炎弾で止めを刺す戦術を得意とする。
ゼットンの幻影でゴモラを消耗させ、止めを刺すために姿を現すが、レイの怒りによってゴモラがレイオニックバーストに覚醒。パワーアップした超振動波の一撃を受けて倒された。
- スーツアクター：寺井大介
- オープニング映像ではベムスターと対決するシーンがある。
- 第3話の「大怪獣バトルファイル」ではこのガルベロスが取り上げられるが、この回のみ怪獣に詳しくないはずのクマノが特徴の詳細を解説し、クマノ自身も自身がガルベロスに関して詳しいことに違和感を覚える。また、第8話ではザラブ星人（NRB）がクマノをレイオニクスと勘違いしたときに、クマノが敬語でガルベロスを召喚しようとしている姿をイメージする。これらはクマノを演じる俊藤光利が、『ウルトラマンネクサス』でガルベロスを操っていた溝呂木眞也を演じていたことに由来する。

### 『大怪獣バトル ウルトラ銀河伝説 THE MOVIE』に登場するガルベロス
映画『大怪獣バトル ウルトラ銀河伝説 THE MOVIE』に登場。
怪獣墓場に流れ着いた魂がウルトラマンベリアルのギガバトルナイザーの力で復活。ベリアルが操る怪獣軍団の1体となり、ウルトラ戦士たちに襲い掛かる。リトラと戦い、最後はウルトラマンゼロのキックを喰らって絶命する。

### 『ウルトラゼロファイト』に登場するガルベロス
『ウルトラマン列伝』内のアクションドラマ『ウルトラゼロファイト』第1部「新たなる力」に登場。
バット星人グラシエが、ウルトラマンゼロを倒すために怪獣墓場から蘇らせた選りすぐりの強豪怪獣たちである地獄の四獣士の1体で、幻惑のガルベロスの二つ名を持つ。
四獣士の二番手として自身の作り出した幻覚世界にゼロを引き込み、巨大化していないピグモンやグラシエと同じ大きさにまで縮ませて困惑させる。さらにストロングコロナゼロとルナミラクルゼロの幻影（後述）を無数に生み出しゼロを精神的に追い込むも、ピグモンの言葉で吹っ切れたゼロのゼロスラッガーアタックにより幻覚世界ごと切り裂かれて絶命する。
その後、他の四獣士共々グラシエに魂を取り込まれるが、最終的にルナミラクルゼロによってグラシエの体内から解放・浄化されて昇天する。

#### 幻影ウルトラマンゼロ
地獄の四獣士となったガルベロスが幻影世界の中で作り出した幻影のゼロ。ストロングコロナゼロとルナミラクルゼロの幻影が登場する。姿は本物と全く同じだが、戦闘の際はガルベロスに似た鳴き声を出す。
最初にストロングコロナゼロの幻影が現れ、本物と同じエメリウムスラッシュやウルトラゼロランスを使用して本物のゼロと戦う。ウルトラキック戦法を姿を消してかわすなどしてゼロを翻弄し、続いてルナミラクルゼロの幻影も現れてゼロを苦しめるが、ピグモンの言葉で我に返った本物のゼロのゼロスラッガーで幻影ストロングコロナゼロが真っ二つに切り裂かれ消滅する。幻影ルナミラクルゼロは特に戦闘的な能力を使用しない。
- スーツ自体は本物のストロングコロナゼロとルナミラクルゼロと同一。
- 名称は『テレビマガジン』2012年10月号での表記より[27]。

### ダークガルベロス（SD）
『ウルトラマンギンガ』第7話「閉ざされた世界」に登場。
ガルベロスの暗黒強化種で、黒と青を基調とした体色が特徴。口から放つ火炎弾や幻覚による分身攻撃などがさらに強化されているが、前者は劇中未使用。元プロボクサーの大里剛がダークライブしており、戦闘は送電線をリングに見立てたボクシング形式で行われた。ウルトラマンギンガが登場してからは多くのスパークドールズたちが観客として声援を送り、ウルトラマンタロウ（SD）が審判役を務めるというコミカルな演出も見られる。タロウ曰く「宇宙の狂犬」。
時空の歪みにより敷地外へ出られなくなった降星小学校に突如として出現。ヒカルがウルトライブしたブラックキング（SD）と対決し、長い腕を活かしたパンチ攻撃で第1ラウンドを制する。しかしギンガが登場した第2ラウンドでは終始劣勢であり、分身幻影で3体に分身して幻惑しようとするも、ギンガもまた分身能力を使用。数百体の分身に取り囲まれ、動揺した隙を突かれて上空からギンガファイヤーボールを受けて倒される。
- 演（大里剛）：虎牙光揮
- スーツアクター：福島龍成
- 脚本を担当した長谷川圭一は、多少でも新規怪獣の要素を出すためにアレンジしても苦情が出ないであろう平成怪獣を登場させた[31]。
- 送電線のリングで戦う描写は脚本にはなく、第7話監督の原口智生が大里の元ボクサーという設定から膨らませたもので、原口が映画『デスカッパ』で用いた手法を踏襲している[32]。

### その他の作品に登場するガルベロス
- 『ウルトラマンフェスティバル2007』ライブステージ第2部では、ミイラ人間、ゴドレイ星人、メトロン星人と共にナイスを袋叩きにしようとするが、その場を誤魔化したナイスと4体で一緒に踊る一面も見せる。ダンスが済んだところでマン、セブン、ネクサス、マックス、メビウスが加わり、さらに今回のフェスティバルのプロローグでメビウスとヒカリを撃退したばかりのジオルゴンとエンディール星人も助太刀に入り、ステージは大乱闘となり、敗北する。
- 『ウルトラゾーン』第9話アイキャッチでは、桃太郎の家来のイヌ役で登場[33][34][注釈 7]。
- よみうりランドで行われた「ウルトラマンゼロショー」ではダークザギに呼び出されウルトラマンゼロと戦う。
- 『大怪獣バトル』のNEO第3弾に技カードとして登場。スキルは「強力な再生能力」。
- テレビアニメ『SSSS.GRIDMAN』第2話では、新条アカネの部屋の棚にガルベロスのフィギュアが飾られている[13][14]。

## ラフレイア
Episode.09「警告 -ワーニング-」、Episode.10「突入 -ストライク・フォーメーション-」に登場。
巨大な花冠から黄色い可燃性ガスを含んだ花粉を放射する植物型のビースト。
花粉は付着すると瞬時に気化し超高熱を発して爆発させる特性をもっている。また、花粉の密度は水素と同等であるため、無闇な攻撃は花粉を周辺地域に撒き散らし、粉塵爆発によって大惨事を招いてしまう。このため、ナイトレイダーはネクサスの出現を待ち、メタフィールド内でラフレイアを殲滅することを強いられた。
1回目の出現時は不法投棄を行っていた廃品処理業者の人間を炭化させた後、地上に出現してネクサスによってメタフィールド内に送られるが、そこに現れたダークファウストによってフィールドがダークフィールドに転換される。ラフレイアは巨人同士の戦いには介入せず、いつの間にか姿を消していた。2回目の出現時もメタフィールドに送られた後、出現したファウストによってダークフィールド化される。今回はラフレイアも戦いに介入し、ファウストに羽交い絞めにされたネクサスへ花粉を浴びせるなどして苦戦させた。だが、和倉から攻撃管制を託された孤門がネクサスにアイコンタクトした後、弱点である頭頂部の花粉袋にストライクバニッシャーを発射し、直撃を受けたラフレイアは粉塵爆発を起こして死滅する。孤門の意を察していたネクサスは肘打ちでファウストの拘束を解いて脱出しており、ファウストだけが爆風に巻き込まれて大ダメージを受け、撤退した。
- スーツアクター：田辺信彦
- 着ぐるみは『ウルトラマンガイア』に登場したレザイトの改造[6]。
- デザイン画の第1稿は直立二足歩行風のデザインであったが、「弱点の花粉袋を目立たせるため花を突き出した怪獣的なものに」という監督の阿部雄一の要望により、ゴルゴレムの前身としてデザインされていた岩怪獣ゴーラムのデザインラインを流用したものに修正された[6]。『ゴジラvsビオランテ』のビオランテに似せないことが意識され、花弁は『ウルトラマン』のガボラをオマージュしている[6]。
- 椎名高志の漫画版では第3話で登場し、ここでは展開が繰り上げられ、この爆発に巻き込まれたことがダークファウスト＝斎田リコの死因となった。

### その他の作品に登場するラフレイア
- 「ウルトラマンゼロ&オールスターウルトラマン超絶!ウルトラリーグ」（『てれびくん』2011年7月号掲載分）ではウルトラマンゼロのゼロブレスレットを奪うため何者かに操られ光の国を襲撃する。
- テレビアニメ『SSSS.GRIDMAN』第2話では、新条アカネの部屋の棚にラフレイアのフィギュアが飾られている[13][14]。

## ノスフェル
Episode.11「人形 -マリオネット-」からEpisode.16「迷路 -ラビリンス-」、Episode.17「闇 -ダークネス-」（回想のみ）に登場。
皮を剥かれて皮下組織が露出したネズミのような姿をしたビーストで、体の大きさを自由に変えることができる。劇中では主に溝呂木によって操られた。伸縮自在の長い舌と両手の鋭い爪が武器で、特に爪での斬撃はダークファウストの表皮をも貫き、致死させるほどの威力を持つ。生命力が強く、メガキャノンチェスターのメガキャノンバニッシャーや、ウルトラマンネクサスのクロスレイ・シュトロームを受けて爆発しても、短期間のうちに復活を遂げた。その秘密は口の中にある再生細胞であり、これをピンポイントで破壊しない限り何度でも蘇生・復活してしまう。殺した人間に自分の細胞を植え付けてビーストヒューマンとすることによって自らの分身として操る能力があり、額から光線を発して人間を体内へ生け捕りにすることもできる。高い跳躍力を持っており、夜霧に紛れてのジャンプ移動でナイトレイダーを翻弄したこともある。
回想シーンでは溝呂木がダークメフィストと融合したころから存在が確認されており、溝呂木と共にナイトレイダー隊員を殺害する映像が撮影されている。孤門がナイトレイダーに配属される半年前には斎田一家を襲撃し、溝呂木と共に皆殺しにしている。Episode.12では溝呂木の命令でダークフィールド内に出現、孤門をかばったダークファウスト＝斎田リコに致命傷を負わせるも、ネクサスに右腕の爪をアームドネクサスで消し飛ばされ、クロスレイ・シュトロームで倒されるが、再生器官によって復活し、Episode.13のラストシーンで孤門が動物園で知り合った山邑一家を襲撃し、Episode.14では山邑夫妻をビーストヒューマンとして操る。凪から「ビーストへの憎しみを力に変えろ」と助言されていた孤門が発射したメガキャノンバニッシャーで倒されるが、ノスフェルは額に山邑理子を取り込んでおり、爆発に巻き込まれた理子は一命を取り留めるも重傷を負う。二度目の再生を遂げたノスフェルに対し、孤門は再び「憎しみの心で立ち向かう」ことを決意していたが、理子を巻き込んだ件がフラッシュバックして動揺し、攻撃できず石堀隊員を危険に晒したことから凪にも糾弾され、TLTを脱走する騒ぎを起こしてしまう。Episode.16の冒頭で再生器官の存在が発覚するが、孤門を欠いたナイトレイダーは苦戦を強いられ、舌攻撃で詩織が昏倒して和倉も腕を負傷させられてしまう。しかし、その場に戦う意志を取り戻した孤門とネクサスが合流したことから形勢が逆転した結果、アンファンスに口蓋をこじ開けられた隙に孤門の手で口内にディバイトランチャーのエネルギー弾を撃ち込まれて再生細胞を喪失し、最後はジュネッスのオーバーレイ・シュトロームで完全に止めを刺された。
- スーツアクター：永田朋裕
- 着ぐるみは『ウルトラマンコスモス』に登場したバデータの改造[6]。
- デザインは『イエローアイズ』で描かれた1体が基になっており、改造元の着ぐるみに合わせてデザインされた[6]。「悪魔のような怪獣」という設定から魔女のような長い爪になっている[6]。体表は毛のないネズミをイメージしており[6]、酉澤自身もやり過ぎではないかと思っていたが[8]、脚本の長谷川圭一から血管や青筋を浮かび上がらせる案が出され、さらにグロテスクさが増したという[6]。
- DVD第4巻映像特典『Making of ウルトラマンネクサス4』では「これほどの憎まれ役を演じた怪獣もウルトラシリーズでは珍しい」と評されている。
- 『週刊 ウルトラマンオフィシャルデータファイル』[要文献特定詳細情報]ではザ・ワンの要素を受け継ぐ上級ビーストと記述されている。
- 口の中の再生器官は、『大怪獣バトル ULTRA MONSTERS NEO』では「体組織再生器官」と表記されている。
- 椎名高志の漫画版では第4話で登場し、孤門のディバイトランチャーによる狙撃で倒されている。

### その他の作品に登場するノスフェル
- ゲーム版では、赤黒い光弾と共に爪を振り下ろす「爪波動1」、光弾を投げつける「爪波動2」という劇中未使用の必殺技を持つ[35]。
- 『ウルトラマンゼロ&オールスターウルトラマン超絶!ウルトラリーグ』（『てれびくん』2011年7月号掲載分）では、ウルトラマンゼロのゼロブレスットを奪うために何者かによって操られ、光の国を襲撃する。
- イベントショー
  - 『ウルトラマンネクサス・スペシャルショー〜ジュネッスブルー登場!〜』では、孤門が変身したネクサス（アンファンス）と戦って苦しめるが、最後はクロスレイ・シュトロームに敗れる。
  - 『ウルトラマンフェスティバル2009』では、メトロン星人やメカザムと共にウルトラ戦士に猛攻撃を仕掛け、倒す。
  - 『ウルトラマンフェスティバル2011』では、フック星人（2体）、ガンQ、ベムスターと共に出現。
- 小説作品
  - 『ウルトラマンギンガS』のパラレルワールドを舞台とした外伝短編小説「マウンテンピーナッツ」では、スパークドールズから実体化した怪獣として登場。次々と人々を捕食・虐殺してビーストヒューマンに変貌させていったが、過激な環境保護NPO団体マウンテンピーナッツが怪獣保護活動を行っていることからUPGが出動できず、自衛隊も「ビーストヒューマンを操るノスフェルは知性を持つ存在」と判断して迂闊に武力行使ができないことに乗じ、残虐の限りを尽くした。見かねた久野千草がギンガライトスパークでウルトラマン（SD）にウルトライブして立ち向かうが、持ち前の再生能力で30秒以上に渡るスペシウム光線の照射に耐え、数十発の八つ裂き光輪で四肢や首を切断されてもまだ生きていた。その傷ついた姿を見て哀れみの言葉をかけながら近づいてきたマウンテンピーナッツ日本支部総司令官の原動を額に取り込んで人質とするが、彼を救出しようと攻撃し始めたマウンテンピーナッツ戦闘員の一人が放ったスペシウム弾頭弾が額に命中し、原動が死亡したところをウルトラアタック光線で動きを止められ、ウルトラ念力で爆砕された。戦いの後、アンドロイド・ワンゼロがライブしていたことが判明する。
  - 『小説 ティガ・ダイナ&ウルトラマンガイア 超時空のアドベンチャー』では、防衛組織が怪獣に関する人々の記憶を消し、ウルトラマンも怪獣と見做して攻撃している世界を訪れたチャリジャが捕獲し『ウルトラマンティガ・ウルトラマンダイナ&ウルトラマンガイア 超時空の大決戦』の舞台となった地球で赤い球を確保するための戦力として使役した。ガッツウイング2号の光線で爆散するも即座に再生してガッツイーグルを襲うが、3機の同時攻撃を受けて倒された。残存した細胞は、チャリジャによってカイザーギラレス13世をデーモンギラレス14世に強化するために利用された。
- テレビアニメ『SSSS.GRIDMAN』第2話では、新条アカネの部屋の棚にノスフェルのフィギュアが飾られている[13][14]。

## ビーストヒューマン
Episode.14「悪魔 -メフィスト-」、Episode.17「闇 -ダークネス-」、Episode.18「黙示録 -アポカリプス-」に登場。英字表記はBEAST HUMAN。
溝呂木やスペースビーストに殺害された被害者たちがビースト細胞を埋め込まれ、体がビースト化した姿。
Episode.14では前回のラストシーンで山邑夫妻がノスフェルに殺害された後、その細胞を植え付けられた。生前の記憶と感情をある程度有していたらしく、当初は理子と薫に対して両親として振舞うものの、2人に木材をかじって歯を研ぐことを強要するなど異常な言動も見せており、腕が徐々にノスフェルと同様の鉤爪に変貌を遂げていった。彼らは理子をノスフェルの元へ連れて行った際、ノスフェルの額から発せられた光線で肉塊となり、共に吸収されてしまった。
Episode.17では、ガルベロスの細胞に寄生された4人の大学生がビーストヒューマンと化してナイトレイダーを奇襲した。全員がパルスブレイガーの麻酔弾で鎮圧されるが、彼らはナイトレイダーと交戦する以前に殺害されていたので二度と目を覚ますことは無く、MPによって全員の死亡が確認されている。彼らは山邑夫妻のビーストヒューマンとは異なり、ゾンビのような奇怪な言動を見せているが、孤門からディバイトランチャーを奪い、発砲しようとする程度の知能も有している模様。
Episode.18では1年前、ナイトレイダー在籍時の溝呂木と凪が倉庫内で多数の警察官や民間人が変異したビーストヒューマンの襲撃を受けたことが描かれた。警察官が変異した個体は拳銃を所持し、その他の個体は鉄パイプで武装している。10体ほどの個体が2人からディバイトランチャーを奪って包囲したが、溝呂木が乱射したパルスブレイガーで射殺された。その後、ダークメフィストと融合した溝呂木の前に多数の個体が現れるが、倉庫の爆発に巻き込まれて焼死したと思われる。
- 小説『マウンテンピーナッツ』ではノスフェルに殺された人々がビーストヒューマンと化し、人間からの攻撃を防ぐ盾として利用された。家族や恋人を殺されて絶望した者の中には、わざとノスフェルに殺されて愛する者と同じビーストヒューマンになる運命を選ぶ者すらいた。

## アラクネア
Episode.18「黙示録 -アポカリプス-」、Episode.EX「詩織 -ロストメモリーズ-」に登場。
溝呂木がナイトレイダーに所属していたころに殲滅されたスペースビースト。一体がディバイトランチャーで倒された後、隠れていた二体目が出現。長い尻尾で凪のディバイトランチャーを弾き飛ばして窮地に陥れるが、気配を察知していた溝呂木が発射したディバイトランチャーによって撃破された。また、Episode.EXでは警官時代の詩織の前にも小型の個体が出現。地下駐車場で人間を捕食しており、駆け付けた詩織や高槻に襲い掛かるが、同時に到着したナイトレイダーに倒された。この際、毛の生えた背部を目撃した詩織はクマと誤認している。劇中ではネクサスと交戦することは無かった。
公式ホームページや関連書籍では、「嗅覚や聴覚が発達しているが、視覚は貧弱。特化した両腕の鋏で地中を掘ることも可能で、長い尾が武器」と紹介されているが、劇中ではそれらの能力を発揮することはなかった。
- スーツアクター：相馬絢也（Episode.18）、横尾和則（Episode.EX）
- 着ぐるみは胴体は『ウルトラマンコスモス』に登場したヤマワラワ、腕は『ウルトラマンネオス』に登場したザム星人、頭部は『ウルトラマンコスモス』に登場したアルケラと『ULTRAMAN』に登場した有働貴文の背中の角の改造[8]。その後、爪は『ウルトラマンメビウス』のレッサーボガールに、背中の角は『ウルトラマンX』のバグバズンブルードに[36]、頭部は『劇場版 ウルトラマンオーブ 絆の力、おかりします!』のクカラッチ星人に[37]それぞれ流用された。

## フログロス
Episode.18「黙示録 -アポカリプス-」に登場。
溝呂木がナイトレイダーに所属していたころに出現したスペースビースト。体内の油を気化させた火球を連続発射してナイトレイダーを苦戦させるが、溝呂木の陽動に気を取られた隙に凪、和倉、石堀の一斉射撃を受けた上、溝呂木や凪の手で至近距離からディバイトランチャーを撃ち込まれて絶命する。アラクネアと同じく、劇中ではネクサスと交戦することは無かった。
公式ホームページや関連書籍には「地上だけではなく、水陸の広範囲でも活動することが可能」と記載されているが、劇中ではそれらの能力を発揮することはなかった。
- スーツアクター：永田朋裕
- 着ぐるみは胴体は『ウルトラマンコスモス』に登場したタブリス、頭部は『ウルトラマンガイア』に登場したボクラグの改造[8]。その後、『ウルトラマンマックス』のケプルスに改造された[39]。

### 『ウルトラギャラクシー大怪獣バトル』に登場するフログロス（B）
『ウルトラギャラクシー大怪獣バトル』第7話「怪獣を呼ぶ石」に登場。
フログロス（B）と呼称される通常種の身長の4倍の個体が登場。ブルトンに呼び出されレイとヒュウガを襲うが、リトラの火球を受けて倒される。
- スーツアクター：岩崎晋弥
- 名前の（B）はBIG（大きい）を意味する[45]。

### 『大怪獣バトル ウルトラ銀河伝説 THE MOVIE』に登場するフログロス（B）
映画『大怪獣バトル ウルトラ銀河伝説 THE MOVIE』に登場。
ウルトラマンベリアルのギガバトルナイザーの力で怪獣墓場から復活し、ベリアルが操る怪獣軍団の1体となる。他の怪獣軍団と共にウルトラマンメビウスを襲撃するが、メビウスのメビュームブレードで切り裂かれて倒される。

## ゴルゴレム
Episode.19「要撃戦 -クロスフェーズ・トラップ-」からEpisode.21「受難 -サクリファイス-」に登場。
全身が鉱石状の体表で覆われた四足歩行タイプのビーストで、別の位相に移動して半透明状態となることができる。ただしメタフィールド内ではこの能力を使えない。別位相に逃げ込まれるとウルトラマンでも手出しできないが、姿を消しても自身のビースト振動波が非常に強いため、居場所を特定することは比較的容易である。その力の源は背中にある3本のクリスタルが制御器官であり、その部位を破壊されると位相間移動ができなくなる。武器として他にも管状の口吻ゴルゴレムプロボセスや、口吻から吐く流体焼夷弾、全身の発光点から放つ雷に似た破壊光線を有する。再生能力にも優れ、口吻を切り落とされても数時間後には再生してしまう、発光器官を壊されても約400秒で再生し、破壊されるごとに再生時間を短縮するほどの適応能力も持つ。また、自身の前方にバリアーを展開することも可能で、これによってメガキャノンバニッシャーの威力を半減させた。全身を覆っている甲殻は非常に強固で、ストライクバニッシャーですら通用しない。ネクサスとは3度も交戦し、ナイトレイダーもさまざまな作戦の展開や、新兵器の導入を余儀なくされた。
Episode.19で初登場した際には山中で3人の若者を捕食していたところをネクサスと交戦。メタフィールドに送られたことによって透明化を封じられて窮地に陥るが、ネクサスが前々回と前回のガルベロス戦での負傷からオーバーレイ・シュトロームを撃ち損ねたため、その隙に攻撃を仕掛けてメタフィールドを突破して脱出する。その後、都市を囮にしたTLTの策によって別位相から温泉街へ侵攻しようとするも、メガキャノンチェスターが展開したクロスフェーズ・トラップによって発光器官を破壊され、実体化させられてしまうが、その場に保呂草らがいたため、メガキャノンバニッシャーによる攻撃を期せずして回避する。続くEpisode.20ではEpisode.19のラストシーンで保呂草を捕食した後にネクサスと交戦。火炎弾でネクサスの左肩を焼損させるが、パーティクル・フェザーでゴルゴレムプロボセスを切断されて逃亡した。温泉街へ到達する寸前にストライクバニッシャーを受けて倒れるが、発光器官が再生したことから再び別位相へ逃れる。その後、別位相から都市への再侵攻を図るが、実戦投入されたクロムチェスターδの攻撃で発光器官を破壊され、現実空間へ引き戻される。しかし、メガキャノンバニッシャーをバリアによって耐え切り、さらに続くEpisode.21でその場に現れたネクサスと三度目の交戦に突入し、再びメタフィールドへ送られるが、姫矢の体力低下によってフィールドが崩壊、ストライクバニッシャーの直撃をもものともせず、フィールドの裂け目から都市へ侵攻を試みるも、セービングビュートで叩きのめされ、オーバーレイ・シュトロームを受けて、ようやく撃破された。
- スーツアクター：横尾和則、永田朋裕
- 当初は『イエローアイズ』のワニモンスターをベースとした岩石怪獣のデザインで検討されていたが、この案はラフレイアのデザインラインに流用された[6]。その後、阿部雄一により「ムンクの叫びがねじれたイメージ」が提案されたが、この案は長谷川圭一の要望によりクトゥーラに転用され、最終的にアリクイにねじれを取り入れた岩石怪獣としてまとめられた[46][6]。
- 手の部分に下駄を持つことで、従来の着ぐるみ以上に四足獣らしい姿勢をとなっている[46]。膝をつかない四足歩行怪獣の実現は酉澤の念願であり、子供のころに怪獣ごっこで杖を用いていた経験が活かされている[46]。デザイン時点では周囲から実現を疑問視されていたが、スーツアクターが造形に協力して作られた着ぐるみは見栄えと動きやすさを兼ね備え、監督陣からも撮影がしやすいと好評であった[46]。この技法は後の四足歩行系怪獣の着ぐるみにも用いられるようになり、ライブステージでは歴代の四足歩行系怪獣も影響を受け、前足に下駄が入るように改造された。
- 着ぐるみは『ウルトラマンメビウス』のグロマイトに改造された[12]。
- 椎名高志の漫画版では第5話でネクサスがガルベロスを倒した後に登場し苦しめるが、オーバーレイ・シュトロームを受けて倒された。

### その他の作品に登場するゴルゴレム
- 映画『大怪獣バトル ウルトラ銀河伝説 THE MOVIE』では、百体怪獣ベリュドラの体を構成する怪獣の1体となっており[47]、『ネクサス』出典の怪獣では唯一の選出となっている。
- テレビアニメ『SSSS.GRIDMAN』第2話では、新条アカネの部屋の棚にゴルゴレムのフィギュアが飾られている[13][14]。

## クトゥーラ
Episode.22「安息 -キュア-」からEpisode.24「英雄 -ヒーロー-」に登場。
エドヴァルド・ムンクの代表作『叫び』をモチーフに、イカ、タコ、珊瑚などの海洋生物のような意匠を合成したグロテスクな姿をしたビースト。悪意の竜巻といわれる。巨大な触腕と鋏腕を持つほか、全身に備えた顔のような形状の穴から、無数の触手を放つ能力を持つ。触手は飛行中のチェスターを捕らえる速さと正確さ、パーティクル・フェザーでも切断できないほどの耐久力、ウルトラマンを締め上げるほどの怪力を併せ持つうえ、異形の海から特殊位相を跨いで現実世界を攻撃する能力を持つ。また、口のような形状の穴からは黒い煙を吐き出してネクサスを苦しめた。
Episode.22の初登場当初は異形の海から姿を現さず触手だけを出現させて人間を捕食していた。捕食行為を妨害すべく出現したネクサスをも触手で捕縛するが、クロムチェスターの攻撃を受けて怯んだ隙に引き千切られてしまう。残った触手もパーティクル・フェザーでダメージを受けて異形の海へ姿を消した。複数の地点で人間を襲撃していたが、襲撃地点には溝呂木によるゲマトリア解釈法を利用した暗号が仕込まれており、新宿中央公園に異形の海へのゲートを開くことを示唆していた。続くEpisode.23では地下で根来を襲撃し、再度ネクサスに阻まれるも、異形の海に侵入してきた満身創痍のネクサスを触手で縛りつけて黒煙で追撃し、力尽きた彼を磔にしたうえ、さらに続くEpisode.24でストライクチェスターとクロムチェスターδを触手で捕らえてナイトレイダーをも窮地に陥れる。しかし、溝呂木がまだナイトレイダー（正確には西条凪）を殺さないよう命令したため、触手を攻撃されて怯み、両機の脱出を許してしまう。結果、両機がハイパーストライクチェスターに合体して放ったウルティメイトバニッシャーを受け、消滅した。磔にしていたネクサスもセラの言葉で戦う気力を取り戻した姫矢が発動したコアファイナルにより、脱出に成功している。
- スーツアクター：永田朋裕
- 着ぐるみは『ウルトラマンガイア』に登場したマザーディーンツの改造[6]。
- 脚本の長谷川圭一は当初タコのイメージで提案していたが、これにゴルゴレムのデザイン案で用いられたムンクの叫びをモチーフとした悪霊的なイメージを取り入れ、タコ以外にも様々な海洋生物の意匠を取り込んでまとめられた[46][6]。監督の北浦嗣巳は「舟盛り」と評している[6]。
- 椎名高志の漫画版では第6話で登場した。
- テレビアニメ『SSSS.GRIDMAN』では、新条アカネの部屋の棚にクトゥーラのフィギュアが飾られている[14]。

## グランテラ
Episode.25「予兆 -プロフェシー 」からEpisode.28「再会 -リユニオン-」に登場。
甲殻類に似た外見のスペースビースト。チェスターの攻撃も受け付けない強靭な外骨格を持っている。鋭い鋏や長い尾、両手の間から押し出すように発射する青白い高熱火球、尾部先端のハサミや腹部に6つある気門から火球群など多彩な攻撃手段を持つ。さらにダークフィールドGからエネルギーを補給することで追尾性のある火球を発射可能。
姫矢消滅後に現れた初のビーストで、地底から人間を襲う（捕食はしなかった）。一度目の出現時はナイトレイダーを苦戦させるが、初変身を遂げた憐＝ジュネッスブルーによってメタフィールドへ送られる。尾からの火球によってチェスターへの攻撃を庇ったジュネッスブルーの肩を負傷させるなど互角の戦いを繰り広げるが、バーティクルフェザーで怯んだ隙にとどめを刺されそうになる。だが、この際にはジュネッスブルーの力を試すために本気を出しておらず、直後に出現したアンノウンハンドに回収される。2回目の出現時にはアンノウンハンドが展開したダークフィールドGの中で戦闘を行い、当初は気門からの火球によって優位に立つが、クロムチェスターγへ火球の狙いを定めている隙を狙われ、クロスレイ・シュトロームで倒される。ダークフィールドGからのエネルギー補給によって蘇生すると、反撃を開始して腹部の気門から追尾性のある火球を連続発射するが、ジュネッスブルーの空中機動によって火球が相殺され、致命傷を与えることはできず、空中からアローレイ・シュトロームを受けて消滅した。
- スーツアクター：相馬絢也
- 当初酉澤はフジツボとザリガニを複合したデザインを提案していたが、海の撮影が難しく[46]、また監督の小中和哉と脚本の太田愛の「牛若丸と弁慶のような戦い」を演出したいという意向もありサソリをモチーフとしたものに変更された[6]。
- 着ぐるみは『ウルトラマンマックス』のモエタランガに改造された[39]。
- 椎名高志の漫画版では第7話で登場した。

## バンピーラ
Episode.29「幽声 -コーリング-」に登場。
蜘蛛に似た外見を持つビースト。体からビースト振動波すらも反射する霧状の気体を放ち、自らの存在を隠蔽する。その他にも口や尾部から白く発光する強靭な糸を吐く。今まで他のビーストが捕食した人間の悲鳴をビースト振動波で収集し、それを合成した特殊な波長の鳴き声で人間の意識や記憶を奪うこともできる。また、人間やウルトラマンに攻撃されそうになると自分の手足で地響きを起こし、霧状の気体を放ち逃げたり、口から糸を吐き人間を搦め捕り捕食したりする。
メタフィールドで戦闘し、ハイパーストライクチェスターのハイパーストライクバニッシャーを受け怯んだ隙にジュネッスブルーのアローレイ・シュトロームで倒される。
再生する個体を除くスペースビーストでは、初めて初戦で倒された。DVD第8巻のディレクターズカット版では2回戦闘を行い、孤門を糸で絡めとって捕食しようとするも、ネクサスのセービングビュートで失敗し、1戦目は糸を使ってネクサスを縛り付けるもののアンファンスパワーで脱出され、ナイトレイダーに霧を発生する器官を破壊され逃走し、2戦目ではメタフィールドでの戦いになり、ネクサスの片足に糸を巻き付けて引きずり回す攻撃もするが、ナイトレイダーの攻撃で切り離され、その後は本編と同じように倒された。また、それに応じてネクサスとバンピーラの対決の様子も異なっており、テレビ放送版でのエピソードでは霧に包まれていた状態が途中から晴れており、「初戦でネクサスに倒された」ということになっている。
- スーツアクター：横尾和則、永田朋裕
- 着ぐるみは『ウルトラマンコスモス』に登場したカオスバグの改造[6]。『ウルトラマンコスモス2 THE BLUE PLANET』のスコーピスで用いた人間のシルエットを隠す処理を発展させ、クモの脚の細さを強調している[46][6]。
- 『大怪獣バトル』のEX第5弾に技カードとして登場。スキルは「強靭な糸」。
- 『ウルトラマンゼロ&オールスターウルトラマン超絶!ウルトラリーグ』（『てれびくん』2011年7月号掲載分）ではウルトラマンゼロのゼロブレスットを奪うため何者かに操られ光の国を襲撃する。

### 『ウルトラギャラクシー大怪獣バトル』に登場するバンピーラ
第5話「ベラルゴシティの罠」に登場。
ベラルゴシティの廃墟に潜んでおり、口や尾部から糸を出してゴモラを翻弄するが、超振動波を受けて倒される。
- スーツアクター：相馬絢也、西村郎
- オープニング映像ではケルビムと対決するシーンがある。

### 『大怪獣バトル ウルトラ銀河伝説 THE MOVIE』に登場するバンピーラ
ウルトラマンベリアルのギガバトルナイザーの力で怪獣墓場から復活し、ベリアル配下の怪獣軍団の1体となる。怪獣墓場での戦いでウルトラセブンに襲い掛かるが、セブンに投げ飛ばされて爆散する。

### 『ウルトラゾーン』に登場するバンピーラ
第11話「スフラン島の秘蜜 後編」に登場。
スフラン島に生息する怪獣で、バードンやレッドキングと三つ巴の戦いを始める。口から吐く糸でレッドキングを縛り付けようとして逆に引っ張られるなど、やや劣勢気味であった。

## リザリアス
Episode.30「観視者 -ウォッチャー-」に登場。
二足歩行する有鱗爬虫類のような意匠を持つスペースビースト。口から放射する熱線を武器に、メタフィールド内部でネクサスと戦う。性質は極めて凶暴。頸部付近に熱線をチャージする器官が存在する。パーティクル・フェザーで肩を傷つけられたうえにシュトロームソードで斬り捨てられ、あえなく敗退する。だが、その際に残した鱗片がアンノウンハウンドの手により、リザリアスグローラーに進化復活することになる。
- スーツアクター：永田朋裕
- ガルベロスやノスフェルに並ぶザ・ワンと連動する幹部怪獣の一体と位置づけられており[6]、『週刊 ウルトラマンオフィシャルデータファイル』[要文献特定詳細情報]でもザ・ワンの要素を受け継ぐ上級ビーストと明記されている。
- デザイン画での初期名はリザリオン[6]。デザインにあたっては、監督の八木毅から「あるべきものがなく余計なものがある異形」など多岐に渡るコンセプトが出されている[6]。
- 着ぐるみは『ウルトラマンコスモス』に登場したネルドラントIIの改造[6]。

### リザリアスグローラー
Episode.31「鳥 -バード-」に登場。
ネクサスに倒されたリザリアスの鱗片を元に、アンノウンハンドが再生させて進化復活させたもの。目が6個に増え、頭部にとさか、両肩に太い角が生えていたり、胸部に熱線（色は、禍々しい紫に変化）を吐く第2の口が存在したりと、各部分がリザリアスよりも強力になっている。ストライクバニッシャーの直撃を受けても怯まないほどの防御力を身につけ、より凶暴で俊敏な動きになりながらも、ジュネッスブルーの攻撃パターンも学習する知性も有するようになった。ダークフィールドGにおいては格闘や第2の口による不意打ちで戦闘を優位に展開。ジュネッスブルーが捨て身の突撃を仕掛けてくることを予測し、頭部と胸部、両方の口から同時に強化された熱線を放って迎撃を試みるも、機転を利かせた凪がアビロックミサイルをジュネッスブルーの足下に撃ち込んだため、回避される。すかさず二度目の熱線を放つも、それをかき消して飛んできたアローレイ・シュトロームによって両断され、消滅した。
- スーツアクター：永田朋裕

## メガフラシ
Episode.33「忘却 -A.D.2004-」からEpisode.35「反乱 -リボルト-」に登場。
劇中で初めて市街地に出現したスペースビースト。アメフラシやオウムガイなどの海洋生物が合体したような姿をしている。捕食の際に使う虹状の波動は一定以上のエネルギーを持った光、つまりナイトレイダーの使用する光線兵器やウルトラマンの光線技をも無力化することが確認され、Episode.34ではフェーズシフトウェーブを無力化し、劇中初の市街地戦に持ち込んだ。巻き貝状の体から生えた羽根のような突起物からの放電攻撃や巨体による押しつぶし、全身を回転させての体当たりなどで攻撃する。出現当初は空中浮遊しているが、地上を走行したり地中に潜行したりすることもできる。浮遊している時と、地上にいる時では体の向きが逆になる。
ネクサスとは三度にわたって交戦した。1戦目は痛み分けに終わり、2戦目は空中戦の末にアンファンスを撃墜するも、クロムチェスター全機からの実弾火器による一斉射撃とアンファンスのスピニングクラッシュキックで傷つき、地中深くに逃げる。3戦目ではガルベロスと組んでジュネッスブルーと戦うが、2戦目のダメージが回復しきっていなかったために虹色の光が使えず、押し潰し攻撃などでガルベロスを援護する。ミサイル攻撃でガルベロスと分断された後は、ハイパーストライクチェスターと交戦、しかし、放電攻撃はミサイルに防がれ、さらにハイパーストライクバニッシャーが殻を貫通して直撃し絶命する。その死体は、ガルベロスと共にアンノウンハンドに取り込まれ、イズマエルと化した。
- スーツアクター：永田朋裕
- 脚本の村井さだゆきと監督の阿部雄一の案により貝がモチーフとなった[6]。
- 『大怪獣バトル』のEX6弾に技カードとして登場。スキルは「異次元空間」で効果は「3ラウンドの間、相手の必殺技を半分にする」である。
- 椎名高志の漫画版では第8話で登場し、ナイトレイダーではなく、ネクサスのアローレイ・シュトロームで倒されている。

## イズマエル
Episode.35「反乱 -リボルト-」（ラストのみ）、Episode.36「決戦 -フェアウェル-」に登場。
過去に出現したあらゆるビーストの攻撃能力や要素をすべて有する究極かつ最強のスペースビースト。今までにネクサスとナイトレイダーによって倒されたビーストと、『ULTRAMAN』のビースト・ザ・ワンに、さらにジュネッスブルーとナイトレイダーとの戦いで倒されてアンノウンハンドの闇の中に吸収されたガルベロスとメガフラシの死体を加えた12体が融合して誕生した。頭部は爬虫類型のオリジナル、左肩がグランテラとリザリアスグローラーの頭部、右肩がメガフラシとノスフェルの頭部、尻尾の先端がグランテラの尾、首筋から尾の先端までの部分（背中）がガルベロス、胴体はザ・ワン、胸がバンピーラの顔、腹部がクトゥーラの顔、右腕はノスフェルの腕とラフレイアの花弁、左腕はゴルゴレムの頭部、右足膝にペドレオンの頭部、左足膝がバグバズンの頭部で構成されている。また、各ビーストの頭部がそれぞれ固有の鳴き声を発する。
全身のスペースビーストの頭部から破壊光線、火炎、糸などを放射する能力がある。また、右腕からは可燃性の花粉を放射し、左腕からはゴルゴレムプロボセスを伸ばし、メガフラシの頭部から放電し、口から強烈な赤色熱線を放射する能力がある。
戦闘においてはその強大な能力でネクサスを圧倒する。援護に入ったクロムチェスターをも全機撃墜し、動揺したジュネッスブルーをノスフェルの爪による猛攻で追いつめ、一度は戦闘不能にするが、再起したジュネッスブルー渾身のオーバーアローレイ・シュトロームで倒される。
- スーツアクター：横尾和則[17]
- デザイナーによると「ガルベロスがすべてのビーストと融合し、元のザ・ワンに戻ろうとした姿」とのことである[6]。
- 一部のビーストの頭部はそれぞれの着ぐるみからの流用[6]。
- スーツアクターの横尾によると着ぐるみのサイズが大きかったことから、高下駄を履いて着ぐるみに入っており、演じるのが大変だったとして印象に残った役に挙げている[17]。
- 椎名高志の漫画版では第9話で登場した。

### その他の作品に登場するイズマエル
- 『ウルトラマンフェスティバル2005』のライブステージ第2部では突如現れ、コスモス（エクリプスモード）、初代ウルトラマン、ウルトラマンジャックを苦しめるが助けに現れたウルトラマンマックスに敗れる。
- 『ウルトラマンスタジアム』で行われた「蠢く闇の渦 煌く光の絆」ではペドレオン、バグバズンが倒されると出現し、ネクサス（ジュネッスブルー）、初代ウルトラマン、セブン、ゾフィーを苦しめる。

## バグバズングローラー
Episode.EX「詩織 -ロストメモリーズ-」に登場。
前に出現したバグバズンの別個体でより進化したバグバズンの進化形態。その姿はバグバズンとは異なり、全身に無数の角が生え、腕はカマキリのように発達した爪に変じている。敵の足に尾部にある口で噛みつき、動きを封じてから攻撃を行う。体表の硬度はバグバズンの300%も上がっており、ストライクバニッシャーすら容易に防ぐ。ダークフィールド内でアンノウンハンドに力を与えられるも、ナックレイジェネレードで倒される。
- スーツアクター：横尾和則
- 着ぐるみはバグバズンの改造[6]。当初はバグバズンが登場した後にバグバズンの着ぐるみを改造した女王ビーストが登場する予定であったが、効率が悪いことから既存の着ぐるみを改造したバグバズンブルードを登場させる形に変更された[6]。

### バグバズンブルード
Episode.EX「詩織 -ロストメモリーズ-」に登場。
バグバズングローラーの眷属。昆虫のクチクラに似た体構造を持つ。武器はあらゆる物を切り裂く手足の爪。
別名・昆虫人間。近郊都市郊外で発生した連続行方不明事件の犯人であり、頭部の共鳴腔によってビースト振動波の波形を感知できないように変換・相殺し、ロングフードの衣服を身に纏って人間（ヒューマンフェイク）に擬態していた。人間を捕食する際に使うガスは甘い匂いを放ち、獲物を逃がしたときに獲物を見つけ出すためのマーカーの役割を果たす。人間を捕食した後、親であるバグバズングローラーに捕食されることでその栄養となるため、個体数は数十から数百匹存在する。
詩織の友人・表秋子を誘拐して捕食しようとしたところを千樹憐と詩織に発見されて一時撤退した後、上述のマーカーの効果によって再び襲撃するも、憐と詩織、詩織の元同僚の高槻によって阻まれる。その後、1体がアンノウンハンドによって巨大化させられ、ジュネッスブルーと交戦する。この個体は逃走時に野々宮瑞生を負傷させたことで憐の怒りを買っていたうえ、高槻の「（秋子を襲撃した犯人を）ぶん殴ってやる」という願いに応えたジュネッスブルーのジェネレードナックルを受け、さらにアローレイ・シュトロームを発射しようとするが、急激な巨大化による影響で巨体を維持できなくなり、自滅してしまう。
その後、生き残った個体もグローラーによって巣へと呼び出され、全て捕食された。
- スーツアクター：横尾和則
- 着ぐるみは『ウルトラマンコスモス』に登場したアルケラの改造[6]。『ウルトラマンネオス』のザム星人を改造する案も存在した[6]。
- デザイン画での名称はバグバズン・エンブリオ[6]。
- 椎名高志の漫画版ではグローラー共々未登場。

#### 『ウルトラマンX』に登場するバグバズンブルード
第20話「絆 -Unite-」に登場。
早朝に新宿の地下駐車場にて大群で出現。最初に発見された人間大の個体はジオブラスターのパラライザーモードで鎮圧されたうえ、ガオディクションによる解析で「攻撃」と「捕食」の感情しか探知されなかったために隊員である大空大地から駆除判断が下され、多数がジオブラスターで殲滅される。副隊長である橘さゆりが民間人の女性を救出する最中に出現した個体は駐車場を崩落させて2人を瓦礫の下敷きにし、さらにもう1体が出現して橘に襲い掛かるが、デュナミストとして覚醒した彼女がウルトラマンネクサス アンファンスに変身し、アンファンスパンチで2体を圧殺する。その後、同日の午後に生き残っていた1体がダークサンダーエナジーを浴び、両肩にビースト・ザ・ワンに酷似した大角状の突起を生やししつつ巨大化し、地上のビル街で暴れ始める。鋭い爪と怪力に加え、ビルの屋上に飛び乗るほどの身軽さで大地が変身したウルトラマンエックスを圧倒するが、再び橘が変身したネクサス ジュネッスのフェーズシフトウェーブによってメタフィールドへ封じ込められる。フィールド内ではエックスとジュネッスの同時攻撃に追い詰められ、最後はエクシードXのエクスラッガーショットとジュネッスのオーバーレイ・シュトロームの同時攻撃に遭い、爆散する。
- スーツアクター：新井宏幸
- 『ウルトラマンX』公式サイトでは「バグバズンブルート」と誤表記されている[55]。
- 第20話を監督したアベユーイチ（阿部雄一名義）は、バグバズンブルードが強そうに見えないことから序盤ではビルの上に立たせたり、巨大化時に角を生やすなどしている[59]。
- スーツはオリジナルのものが修繕された[36]。強化後の角はアラクネアのものが移植された[36]。
- アンファンスに拳で潰される描写や新宿での戦闘は、『ネクサス』第1話をオマージュしたものである[59]。
- 『ウルトラマンジード』第11話には伏井出ケイを監視する秘密組織AIBの異星人職員たちの1人として、同作品の劇場版には第9地区の異星人たちの1人として、頭部がこのバグバズンブルードに酷似したドーブル星人が登場している。

## ゼロ
映画『ULTRAMAN』のDVD付属冊子「『"N" THE OTHER』ACT3 復活 -レザレクション-」に名前が登場。
来訪者たちが地球人へ警告を促した翌年に出現した小型ビーストであり、時系列的にはザ・ワン以前に出現したことになる。アメリカ・コロラド州で牧場の牛や馬を次々と変死させる事件を起こすが、それを知ったアメリカ政府の手で排除され、軍による徹底した情報操作が行われる。その存在は、来訪者たちの警告が真実であることを証明するものでもあった。
本編には名前や姿が登場していないものの、根来とUFO研究家3人組の会話では、ゼロらしきビーストの話がわずかに言及されている。